# Pimpf
Pimpf ist eine umgangssprachliche, scherzhaft bis abwertend konnotierte Bezeichnung für einen kleinen Jungen. In der Zeit des Nationalsozialismus war Pimpf ein Dienstgrad für 10- bis 14-jährige Mitglieder des Deutschen Jungvolks.

## Wortgeschichte
Das Wort Pimpf begegnet in verschiedenen deutschen Mundarten in unterschiedlicher Bedeutung. Im Bairischen und hier insbesondere im Österreichischen bedeutet es so viel wie „lachhafte Person; jemand, der nicht ernst genommen wird.“ Karl Kraus schreibt 1907 in der Fackel einem Wiener Lumpensammler die Beleidigung „Sö dampfgscherter Pimpf“ zu, und 1911 behauptete er ebendort, Eduard Pötzl habe „öfter als gerichtlicher Sachverständiger für die Frage, ob ‚Pimpf‘ eine Ehrenbeleidigung ist,“ fungiert.
In einigen südwestdeutschen und den westmitteldeutschen Dialekten bedeutet Pimpf hingegen „kleiner Junge, Knirps“. Dieses lautmalerische Wort bezeichnete zunächst und eigentlich einen leisen Furz, im Gegensatz zum „Pumpf“, einem lauten Furz, später dann einen noch nicht ausgewachsenen Knaben – der demnach nur einen Pimpf, aber noch keinen erwachsenen Pumpf von sich zu geben vermag. Diese Zote scheint gegen 1880 zuerst im verbindungsstudentischen Umfeld der Universität Marburg aufgekommen zu sein. Um 1900 galt „Pimpf“ unter Waffenstudenten der benachbarten Universität Gießen als „Tusch“, also als schwere Beleidigung, die der „Satisfaktion“ bedurfte. Weitere Verbreitung fand das Wort erst nach 1920, als die  bündische Jugendbewegung sich die Vokabel zur Bezeichnung ihrer jüngeren Angehörigen aneignete. Bei einigen Gruppen der Nerother Wandervögel etwa bildeten die „Pimpfe“ einen eigenen Stand, für den „Pimpfenabende“ veranstaltet wurden.
In der Zeit des Nationalsozialismus diente Pimpf ab 1933 dann als Dienstgrad für 10- bis 14-jährige Mitglieder des Deutschen Jungvolks; nach bestandener „Pimpfenprobe“ durften sie zur Jungvolkuniform außer Diensthose, Lederkoppel mit Koppelschloss, Braunhemd, Halstuch und Lederknoten auch den Schulterriemen und das HJ-Fahrtenmesser tragen. Der ins Exil geflohene Heinrich Mann nahm die Aneignung des Wortes durch die Nationalsozialisten mit Befremden zur Kenntnis, in seiner 1935 im Pariser Tageblatt erschienenen Glosse Der Pimpf unkte er:

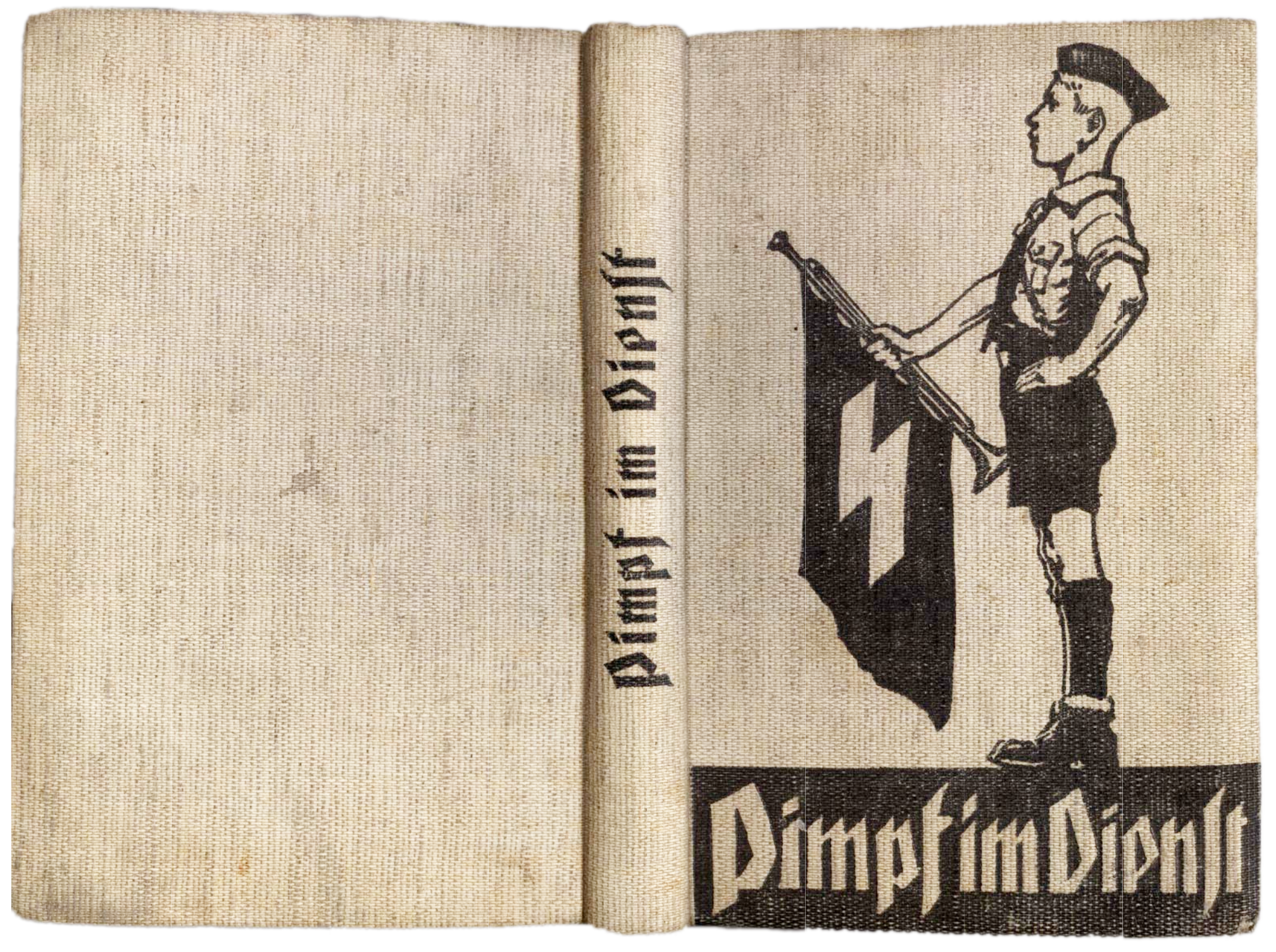
Buchdeckel des Buchs der Hitlerjugend: Pimpf im Dienst, 1934

„In München hatte das Wort Pimpf, wenn ich mich noch erinnere, nicht einfach den Sinn von Stift oder kleiner Junge: viel Geringschätzung klang mit. ‚Pimpf dalketer‘, das sagte man. ‚A so a gscheiter Pimpf‘ wird im Volksmund nicht vorgekommen sein. Übrigens bezeichnete der Ausdruck auch Erwachsene, die man herabzusetzen wünschte: ‚fader Pimpf‘. ‚Pimpf damischer, gehst weg!‘. Das können die Deutschen heute nicht sagen zu ihren großen Oberpimpfen, besonders nicht zu dem höchsten. Die Deutschen haben sich mit ihrer gewohnten Knetbarkeit samt und sonders zu Pimpfen machen lassen. Jetzt geht das Spiel weiter, unaufhaltsam. ‚Do legst di hi, Dolfi haut dir Topf ab!‘

Deutsche Menschen und Dinge enthalten mehr, als die Welt weiß, von infantiler Freudigkeit. Ein Staat, der nie fertig werden konnte, eine Nation, die keine erwachsene Nation ist, und Menschen, die nicht als Fachleute, aber als Menschen um Jahrhunderte zurück sind, feiern gerade dies als ihren Dynamismus. Das Wort Pimpf trifft die Sache besser.“

Heute gilt das Wort als „veraltend“ (so das Variantenwörterbuch des Deutschen) bzw. als „kaum noch gebräuchlich“ (so das Digitale Wörterbuch der deutschen Sprache). Im Zuge seiner Bemühungen um geschlechtergerechte Sprache hat indes der Duden in seinen jüngsten Auflagen neben der historisch nicht verbürgten „Reichskanzlerin“ und der „Generalfeldmarschallin“ auch dem Begriff „Pimpfin“ zu einem Eintrag verholfen.